# Jacqui Smith (Politikerin)

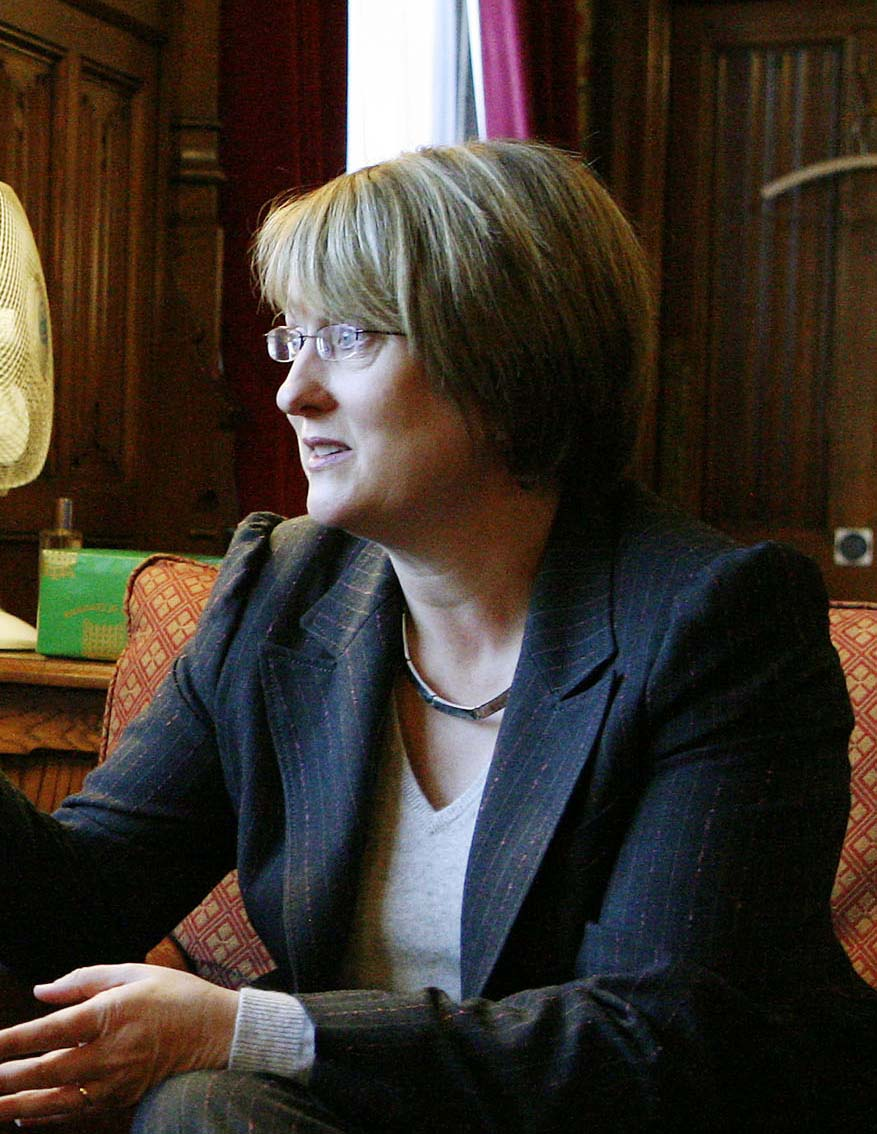
Jacqui Smith (2007)

Jacqueline Jill Smith, Baroness Smith of Malvern (* 3. November 1962 in Malvern, Worcestershire) ist eine britische Politikerin der Labour Party. Von 2007 bis 2009 war sie Innenministerin in der Regierung von Gordon Brown. Mit Jacqui Smith stand zum ersten Mal eine Frau an der Spitze des britischen Innenministeriums.
Bei den Parlamentswahlen am 1. Mai 1997 wurde sie im Wahlbezirk Redditch als Abgeordnete der Labour Party erstmals ins britische Unterhaus gewählt. 2003 wurde sie zum Mitglied des Privy Council ernannt.

## Leben
Jacqui Smith entstammt einer Lehrerfamilie. Sie besuchte die Dyson Perrins High School in Malvern und studierte anschließend Philosophie, Politik und Wirtschaftswissenschaften am Hertford College der Universität Oxford. Nach ihrem Studienabschluss unterrichtete sie ab 1986 zunächst an der Arrow Vale High School in Redditch, wurde dann Dozentin für Management und Wirtschaftswissenschaften an der Haybridge High School in Hagley und stieg zur Fachleiterin für den Bereich Wirtschaftswissenschaften („Head of Economics“) auf. 1997 entschloss sie sich, diese Arbeit aufzugeben und in die Politik zu gehen.
Bei der Wahl zum britischen Unterhaus am 1. Mai 1997 kandidierte sie im Wahlbezirk Redditch für die Labour Party. Auf der Welle von Tony Blairs Erdrutschsieg gewann auch Jacqui Smith einen Parlamentssitz für die Labour Party und zog als eine der so genannten „Blair Babes“ ins Unterhaus ein. Der von den Medien geprägte Begriff „Blair Babes“ bezeichnete jene Gruppe von jungen Frauen zwischen 30 und 40 Jahren, die auf der Welle des überwältigenden Wahlsiegs Tony Blairs ins britische Unterhaus gelangten.
Zunächst arbeitete sie im Finanzausschuss (Commons treasury select committee) für den damaligen Schatzkanzler und späteren Premierminister Gordon Brown. 1999 wechselte sie ins Bildungsministerium (Department for Education and Skills), dass seit 1997 von David Blunkett geleitet wurde. Hier wurde sie Staatssekretärin, zuständig für den Schulsektor (Parliamentary Under Secretary of State for School Standards) und arbeitete mit der für den Schulbereich zuständigen Staatsministerin (Minister of State for School Standards) Estelle Morris zusammen.
In der Unterhauswahl am 7. Juni 2001 konnte sie ihren Wahlkreis Redditch bzw. Sitz im Unterhaus halten und wurde Staatsministerin (Minister of State) im Gesundheitsministerium (Department of Health). Blair bildete sein zweites Kabinett.
Im Rahmen eines Regierungsrevirements am 12. Juni 2003 wechselte sie als Vize ins Ministerium für Handel und Industrie (Department of Trade and Industry). Zugleich wurde sie stellvertretende Ministerin für Frauen und Gleichberechtigung (Deputy Minister for Women and Equality) und Mitglied des Privy Council. In dieser Funktion veröffentlichte sie Vorschläge der Regierung für eingetragene Partnerschaften, die es homosexuellen Paaren ermöglichen sollten, eheähnliche Verbindungen einzugehen.
Nach der Unterhauswahl am 5. Mai 2005 kehrte Smith ins Erziehungsministerium (Department for Education and Skills) zurück und wurde dort Vizeministerin unter Ruth Kelly, die bereits im Dezember 2004 im Rahmen eines „reshuffle“ – Umgruppierung der Regierungsmannschaft – zur Erziehungsministerin ernannt worden war. Als Staatsministerin (Minister of State for school standards) war sie erneut für den Schulsektor zuständig. Sie übernahm diesen Posten von Stephen Twigg, der bei der Wahl seinen Unterhaussitz an den konservativen Konkurrenten David Burrowes verloren hatte.
2006 wurde sie zudem Fraktionsführerin der Labour Party im Unterhaus. Als „Chef-Einpeitscherin“ („Chief-Whip“) der Labour-Partei war Smith dafür verantwortlich, dass die Abgeordneten ihrer Partei bei umstrittenen Entscheidungen gemäß den Vorgaben der Parteiführung abstimmten. Dies war keine leichte Aufgabe, nachdem die Labour-Mehrheit von 190 auf 55 geschrumpft war. Sie musste für einen Ausgleich zwischen dem Blair- und Brown-Lager sorgen und zugleich den Übergang von Blair auf Brown managen.
Nachdem Gordon Brown im Juni 2007 zum Premierminister ernannt worden war, wurde Smith Innenministerin in der neuen Regierung. Bereits einen Tag nach ihrem Amtsantritt wurde in London eine Autobombe gefunden. Am Tag darauf fand ein Autobombenanschlag auf den Eingang des Glasgow International Airport statt. Daraufhin rief die Regierung die höchste Terrorwarnstufe aus.
Bei der Britischen Unterhauswahl 2010 verlor sie ihren Wahlkreis an Karen Lumley von der Konservativen Partei und schied aus dem Unterhaus aus.
Sie ist seit 2020 von Richard Timney geschieden.
Im Jahr 2020 nahm sie an der 18. Staffel der Tanzshow Strictly Come Dancing, der britischen Version von Let’s Dance, teil, und belegte den letzten Platz.
Im Juli 2024 wurde sie zur Staatsministerin im Department of Education von Premierminister Keir Starmer ernannt. Da sie derzeit kein Mitglied des House of Commons mehr war, wurde sie am 17. Juli 2024 als Baroness Smith of Malvern, of Malvern in the County of
Worcestershire, zur Life Peeress erhoben, um einen Sitz im House of Lords zu erhalten.

## Anti-islamischer Terrorismus
Jacqui Smith hat dafür gesorgt, dass islamischer Terrorismus als „anti-islamisch“ bezeichnet wird, da ihrer Meinung nach islamischer Terrorismus dem Islam schade und daher anti-islamisch sei.

## Kritik
In die Schlagzeilen geriet sie, weil sie mehrmals Cannabis geraucht hat und weil ihr Ehemann Richard Timney Pornofilme auf Staatskosten schaute. Timney sagte in einer Erklärung die Rückzahlung der angeblich versehentlich von seiner Ehefrau zur Erstattung eingereichten Pay-per-View-Rechnung zu. 
Smith gab am 2. Juni 2009 ihren Rücktritt für die Kabinettsumbildung am 5. Juni 2009 bekannt.
Alan Johnson wurde ihr Nachfolger im Kabinett Brown.